# Diecezja Ambositra
Diecezja Ambositra (łac. Diœcesis Ambositrensis) – diecezja rzymskokatolicka na Madagaskarze, sufragania metropolii Fianarantsoa. Powstała w 1999.

## Główne świątynie
- Katedra: Katedra Niepokalanego Serca Maryi w Ambositrze

## Biskupi diecezjalni
- bp Fulgence Rabemahafaly (1999–2002)
- bp Fidelis Rakotonarivo SJ (od 2005)